# Nordisk før-kristen begravelse
Nordisk før-kristen begravelse dækker over flere forskellige former for begravelsestraditioner, der blev praktiseret i Norden før religionsskiftet, dvs. fra ca. 7.000 f.Kr. til ca. 1.000 e.Kr. Betegnelsen dækker over mange forskellige skikke, da gravlægninger varierede efter tid og sted.
Kilderne viser fællestræk og variationer for begravelsesformerne i Norden i før-kristen tid. Det mest omfattende kildemateriale er arkæologiske udgravninger og ganske få samtidige og yngre skriftlige kilder, der beskriver ritualer og forløbet af vikingetidens begravelser. En af de mest berømte beskrivelser er den arabiske diplomat Ibn Fadlans skildring af en høvdingebegravelse ved Volga i Rusland.
De døde fik i reglen personlige ejendele med i graven som gravgaver. De afspejler deres sociale status. Graven kunne være dækket af en gravhøj eller markeret med sten. I de sidste århundreder før religionsskiftet blev runesten i mange tilfælde brugt som mindesmærke for afdøde, men kun sjældent brugt på graven. En udbredt skik var kremering, men jordfæstning var også almindelig. Mange steder har arkæologer fundet spor efter begravelser i skibssætninger, skibsformede stensætninger. Skibet forekom ofte som motiv i religiøse sammenhænge, lige fra bronzealderens rageknive til vikingetidens billedsten og grave.
Vores viden om gravskikke, forestillinger og ritualer er størst for Vikingetiden. Nogle af de mest fremtrædende begravelsespladser fra før-kristen tid i Skandinavien findes på Lindholm Høje og i Jelling i Danmark, i Borre i Norge og Vendel i Sverige.

## Jægerstenalderen
Der er i Norden kun fundet rester efter mennesker fra den sene del af jægerstenalderen for ca. 9.000 år siden. Levn fra denne periode viser, at der var mange forskellige begravelser: Der kendes grave med både brændte og ikke-brændte knogler på de samme begravelsespladser. Nogle fik gaver med sig i graven, andre ikke. Der er også konstateret rester af menneskeknogler i køkkenmøddinger. De døde blev i jægerstenalderen begravet tæt på de levende gerne på selve bopladsen. Der er udgravet et spædbarn, som var lagt på et træfad i en åben begravelse, så alle kunne kigge lige ned på det.

## Bondestenalderen
Kort efter den neolitiske revolution begyndte opførelsen af monumentale gravhøje, en gravform der blev benyttet i årtusinder helt frem til vikingetiden. I forbindelse med højene blev der opført store indhegninger, som sandsynligvis blev brugt til ritualer med betydning for hele samfundet. Det krævede stor ingeniørkunnen og en betydelig arbejdsstyrke. Det vidner om et velorganiseret samfund. De døde slægtninge havde betydning, fordi gravpladserne tydeligvis fungerede som samlingssted. De ældste gravhøje var langhøje og havde gravkamre af træ. De lignede i form og størrelse de langstrakte beboelseshuse. Gravhøjen blev formentligt opfattet som de dødes bolig. Omkring 3500-3200 f. Kr. blev gravkamrenes trævægge erstattet af store stenblokke, de såkaldte stendysser. I de ældste høje var der kun plads til få lig, men senere blev flere begravet i samme kammer. De døde fik som regel personlige ejendele med som gravgods – og lerkar med mad og drikke. I perioden 3250-3100 f.Kr. byggedes de større jættestuer, hvor der var plads til mere end 100 grave. De døde fik fortsat gaver og fødevarer med i graven. Der er også blevet fundet grave uden for flere jættestuer med en mere enkel udformning.
En klimaændring medførte 3200-2800 f.Kr. , at det ikke længere var muligt at dyrke korn overalt i Skandinavien, og befolkningen levede igen af jagt, fiskeri og husdyr i den grubekeramiske kultur. Den spredte sig til kystområderne omkring Kattegat mellem 2800 og 2600 f.Kr. I samme periode spredte enkeltgravskulturen sig i Sydskandinavien. Nu boede man på spredtliggende gårde og ikke på store bopladser. Man foretrak nu at opdyrke lette jorde, og det betød, at forandringen først begyndte i Syd og Midtjylland. Kulturen kendetegnes af små og lave gravhøje og er nært beslægtet med kulturerne i Mellem-, Øst- og Nordeuropa. Gravene indeholdt i begyndelsen kun en person, og de døde kvinder lå med hovedet vendt mod øst, mens mænds vendte mod vest. De lå alle på siden med ansigtet mod syd. Ligesom tidligere fik den døde personlige ejendele med sig samt gærede drikkevarer og ravsmykker. Efter ca. 2600 f.Kr. genbrugetes eksisterende grave, som blev forhøjet. Rundt om dem blev rejst et hegn.

## Bronzealderen
I den ældre bronzealder blev der iværksat et omfattende byggeri af høje i landskabet. De blev brugt både til at sikre den døde i efterlivet og synliggøre slægten og sikre mindet om forfædrene. Højene blev i reglen opført over en egetræskiste med den døde og gravgodset. Selve højen bestod af græstørv med græssiden vendt nedad. Ved højens fod blev der anlagt et lavt stengærde. Mange høje blev igennem lang tid genbrugt til begravelser. De store høje blev benyttet af samfundets ledende slægter dvs. den lokale stormand og hans familie: de døde blev begravet med rige gaver og var iklædt kostbare dragter. Der blev anlagt nye høje i nærheden af de første, så der opstod en gravplads. Hovedparten af gravhøjene fra bronzealderen blev opført inden for en kort tidsperiode. Nogle steder genbrugtes ældre høje eller jættestue fra stenalderen, og nogle gange blev graven lagt under flad mark.
Indtil slutningen af ældre bronzealder (ca. 1.000 f.v.t.) blev de døde primært begravet ubrændte, men nu blev ligbrænding introduceret i Norden, og gravskikkene begyndte at skifte karakter: stenkister i stedet for udhulede egestammer og gravgaver af mere symbolsk karakter. Mod slutningen af bronzealderen blev ligbrænding helt enerådende, og resterne af de døde blev lagt i urne. Man genbrugte gerne de ældre gravhøje, og nedgravede urnerne i højens solside. Bronzealderens religion er næsten helt ukendt, da der intet skriftligt materiale er blevet overleveret, men ud fra de arkæologiske levn, kan man konstatere, at Solen har spillet en betydningsfuld rolle. Den måde, gravene er blevet anlagt på, tyder på, at man forestillede sig, at de dødes sjæle fulgtes med solen på dens bane over himlen. Måske rejste de med som mandskabet på Solskibet, der kendes fra utallige billeder fra bronzealderen.

## Jernalderen
I førromersk jernalder var brandgrave i lighed med den yngre bronzealder den almindeligste begravelsesform i Skandinavien, men modsat tidligere lå gravene nu i mindre tueformede høje spredt på større gravpladser. Gravgaverne var, med undtagelse af visse områder i Mellem- og Sydskandinavien, i reglen færre og mere enkle end i den foregående periode. Dette skifte er blevet tolket som udtryk for, at bønderne i højere grad var blevet selvejende. Normalt blev den døde kremeret sammen med forskellige former for gravgaver, fx fødevarer og personligt udstyr. De brændte rester blev derpå samlet og nedlagt i en lille fordybning i jorden, som inden for arkæologien kaldes en brandplet. De store gravpladser er blevet beskrevet som en parallel til etableringen af en landsbystruktur på overgangen fra bronzealder til jernalder, men denne udvikling var glidende og langvarig, og der kan fx ikke konstateres et egentligt brud mellem den yngre bronzealders og den ældre jernalders kultur.
I de første omtrent 500 år af jernalderen var kremering næsten enerådende som begravelsesform, herefter var der en større vekslen mellem jordfæste- og brandgrave, noget der fortsat karakteriserede begravelser helt frem til vikingetiden. Gravene lå stadig samlet i gravfelter, der lå i nærheden af landsbyerne, men indeholdt nu større mængder af gravgods, fx våben, smykker og lertøj til fødevarer. Fra tiden omkring vor tidsregnings begyndelse begynder grave med rigere udstyr at dukke op, nogle af dem vidner om etableringen af en ny magtelite, som bl.a. fik adgang til rigdomme gennem kontakten med Romerriget. Men størsteparten af gravene var for jævne folk og indeholdt stadig stadigt kun det mest enkle udstyr. En af de genstandstyper, man finder i alle grave, er en knive; det var en personlig ejendel, som alle bar helt fra barnsben, og som man derfor fik med sig i graven. Et af de mest berømte gravfund fra germansk jernalder er Vendelgravene fra Uppland i Sverige. Her har man udgravet tolv stormænds grave, som blev begravet inden for en periode på flere hundrede år, med den ældste fra ca. 500 e.v.t. De døde blev lagt i træskibe sammen med store mængder af udstyr og offerdyr, der blev dækket af gravhøje. Lignende bådgrave kendes fra flere steder i Uppland, Västmanland og Östergötland. Lokale fyrstecentre kendes fra hele Norden i jernalderen, et af dem var Gudme på Fyn, hvor der både findes spor efter kultcentre, stormandsgårde og begravelsespladser, et andet er Himlinghøje på Stevns.

## Vikingetiden
Fra middelalderen har vi bevaret flere skriftlige kilder, der fortæller om de hedenske gravritualer i vikingetiden. Det betyder, at vikingetidens religion er langt bedre kendt end de foregående perioders. I vikingetiden var døden altid nærværende og en offentlig sag, og de døde var en del af de levendes verden, længe efter de var blevet begravet. Døden blev ikke opfattet som afslutningen på tilværelsen, og selv om der var en klar grænse mellem de dødes og levendes land, var den også gennemtrængelig på en måde, så de døde fx kunne give de levende deres velsignelse. Den døde blev fortsat regnet som et medlem af slægten, og kommunikation mellem de levende og døde spillede en stor rolle i religionen. De dødes verden blev på en gang opfattet som et uhyggeligt og destruktivt sted, og en livgivende kilde til rigdom og frugtbarhed. Ærefrygt var i vikingetiden altid knyttet til forestillingerne om døden. Det var en udbredt forestilling, at de døde levede videre i deres grav. Ideen om "fred" var tæt knyttet til dødssfæren, fx i form af tabu om forstyrrelse af gravfreden. Den fungerede som en grænse mellem liv og død, så de døde ikke forstyrrede de levende. Den norske religionsforsker Gro Steinsland spekulerer i, om der også var en forbindelse mellem bryllup og død. Kilderne fortæller, at det i høj grad var medlemmer af vanernes gudeslægt, der var knyttet til gravhøjen og døden. Det samme gælder alferne, som også har tætte forbindelser til vanerne. Derudover optrådte Odin ofte som dødsgud i den nordiske mytologi.
Arkæologiske udgravninger viser, at der var store lokale variationer i gravformer: både brandgrave og jordfæstegrave var almindelige, og gravhøje blev rejst som minde over betydningsfulde mænd. Noget tyder på, at gravene orienterede sig mod offentlige veje. En grav fungerede derfor sandsynligvis ikke kun som hvilested for den døde, men var også en vejkending og en social markering: en stor gravhøj kunne fx være en måde at vise slægtens magt og indflydelse. Samtidig var graven et forbindelsesled mellem dødsriget og de levendes verden.
En af de mest udbredte former var skibsgraven, enten i form af et egentligt skib eller en båd, eller en stensætning formet som et skib. Det skal sikkert forstås sådan, at døden blev opfattet som en afrejse til et andet sted. En markering af graven var gravgaver. Begrundelserne for udvælgelse af dem er usikker. Meget af udstyret var sandsynligvis knyttet til den dødes erhverv og øvrige funktion i livet, mens andre dele af det kan have kultisk betydning. Genstandene i ryttergrave fra Sydskandinavien kan tolkes inden for Valhallaideologien. Opstilling af mindesten med en indskrift var en skik, der opstod i udlandet længe før vikingetiden, og som fortsatte længe efter. De kunne også fungere som kenotaf (tomt gravmæle) for personer, der døde i udlandet eller druknede på havet. Nogle af disse sten havde indhuggede billeder, hvis motiver som regel stammede fra mytologiske fortællinger, men de havde givetvis også en betydning i forhold til den døde og slægten.
De ritualer, der blev udført i relation til gravpladserne, fungerede som kommunikation til de døde, fx for at få dem de til at sørge for frugtbarhed. De gotlandske billedsten havde sandsynligvis en lignende funktion, de var dog ikke gravsten, men mindesten. De indgik som regel i en gruppe af billedsten. Deres form (der minder om samtidens døre) kunne tyde på, at de blev opfattet som åbninger mellem de to verdner: livets og dødens. Billedstenene var unikke, men motiverne var hentet i en fællesnordisk tradition, som andre steder normalt udtryktes gennem poesi. Andrén tolker stenene som paralleller til de såkaldte vishedsdigte, som fx Grímnismál, Álvismál og Fjólnirsmál, hvor mytologisk viden er i centrum. Selve billederne ligner i komposition de mytologiske digte, vi kender fra Island, og det er muligt, at de mytologiske fortællinger og stenenes portalform tilsammen skabte et permanent rituelt rum.

### Gravgods
Det var almindeligt at lægge gaver til den døde ned i graven, både til mænd og kvinder, og uanset om liget var brændt eller ej. Mængden og karakteren af gravgaverne afhang af, hvilken social status den døde havde haft i livet: personer af høj status fik således store mængder af gods, dyr eller sågar mennesker (sandsynligvis trælle); mens personer af meget lav status ingenting fik med sig, det gælder fx trælle. Gravgodset havde stor betydning, da det blev opfattet som en nødvendighed for at den døde kunne blive ført bort til dødsriget og ikke hjemsøge de levende som et genfærd. Gaverne ville også sikre den afdøde en status, der svarede den, vedkommende havde haft i livet.
Den almindelige grav for en træl var sandsynligvis ikke andet end et hul i jorden,, men trælle blev formentligt begravet på en måde, der forhindrede dem i at hjemsøge deres tidligere herrer og samtidig være dem til nytte i efterlivet. Indimellem blev trælle ofret som led i begravelseshandlinger. En fri mand fik gerne våben og rideudstyr med sig, mens en håndværker som en smed kunne få sit værktøj med sig. Kvinder kunne få deres smykker og genstande fra husholdningen med sig. En af de rigeste grave, vi kender fra vikingetiden, er Oseberggraven, der blev udgravet i 1904. Graven fra det 9. århundrede var en kvindes, måske en dronning eller præstinde, men den indeholdt også liget af en ældre kvinde, sikkert hendes træl, samt adskillige dyr og en meget stor mængde genstande. I Danmark er der fundet en stor fyrstegrav ved Ladby på Fyn.
Begrundelsen for udvælgelsen af gravgods er også ukendt. Ikke alle genstande kan tolkes som gaver, men har sandsynligvis haft en kultisk betydning. Gravgaverne var en afspejling af døden og den rejse, den døde måtte foretage for at nå frem til dødsriget. Det gælder fx mange sydskandinaviske ryttergrave, hvis heste og spyd kunne være levn til en odinkult i forbindelse med begravelser, som måske omfattede en forestilling om, at den døde skulle ride til hans dødsrige på hesten.

### Gravmonumenter
En begravelse kunne i vikingetiden være en bekostelig affære, da der skulle gives store gravgaver ned i graven og bruges mange arbejdstimer på at rejse en høj. Magtfulde slægter demonstrerede deres magt ved at opføre monumentale gravfelter. Gravpladsen i Borre i Vestfold var fx knyttet til det mægtige Ynglingedynasti. Den bestod af tumuli, der indeholdt skibsætninger. I nærheden af Uppsala i Sverige er udgravet en hal mellem nogle ældre gravhøje, som måske var det tempel, Adam af Bremen omtaler i sin beskrivelse af Norden. Sådanne haller var vigtige kultcentre, og deres placering skyldtes sikkert gravhøjene. Billedfremstillingerne var ofte mytologiske fortællinger og fortællinger om den døde eller slægten.
Jelling i Danmark huser et af de største gravmonumenter fra vikingetiden, der i sin nuværende form blev rejst af Harald Blåtand, dels som minde over hans forældre Gorm og Tyra, dels til hans egen ære. Komplekset består af en kirke, to runesten og to store høje, men det er kun den ene af dem, der indeholder et gravkammer. Hele komplekset er en vigtig rituel dokumentation af døden i sen vikingetid, hvor kristendommen var ved at blive elitens religion.
Tre forskellige steder i Skandinavien er kendt for store gravfelter: Birka i Mälaren, Hedeby i Slesvig og Lindholm Høje ved Nørresundby. Gravene i Lindholm varierer både i form og størrelse: ud over skibssætninger findes der trekantede, firkantede og cirkulære stensætninger. Den type gravpladser blev benyttet gennem mange generationer og tilhørte hele landsbysamfundet.
Skibet som begravelsessymbol har været kendt over hele Norden siden bronzealderen bortset fra Gotland. Men på billedstenene findes ifølge Andrén omtrent de samme former for dyr og genstande, som man finder i bådgravene, dvs. våben, drikkehorn, smederedskaber, heste, hunde og fugle. Kompositionen er tilsyneladende også den samme på både billedsten og grave. Heste er altid placeret uden for skibet, men orienteret i samme retning, ligesom de døde altid er placeret på agterdækket. Andrén mener at kunne spore en kontinuitet i begravelsessymbolikken fra de tidligste bådgrave i 500-tallet, over billedstenene i 800-tallet og frem til de islandske digte i 1200-tallet. På nogle billedsten genkendes bestemte fortællinger, fx er episoder fra Sigurdsagaen gengivet på flere af dem. Det kan betyde, at de og lignende historier har været knyttet til begravelser. Andrén foreslår, at bådgravene blev arrangeret ud fra fortællingerne, og at legenden blev genskabt i rituel form i graven. Det er kun gravskik i et aristokratisk miljø, ligesom skjaldedigtningen hørte til der.

### Ritualer
Døden har i de fleste kulturer altid været opfattet som en kritisk begivenhed for både den afdøde og de efterladte. Døden har derfor i meget høj grad været omfattet tabulignende regler. Døden betød, at familielivet skulle omorganiseres, og for at klare sådanne overgange har der mange steder været tyet til særlige ritualformer. De har i reglen tilhørt kategorien overgangsriter, og formålet med dem har på den ene side været at give den afdøde fred i den anden verden og på den anden at give de efterladte styrke til at fortsætte deres egne liv. En overgangsrite blev opfattet som en risikabel proces: Hvis den ikke blev gennemført korrekt, risikerede man, at den afdøde ikke blev placeret det rigtige sted, men forblev knyttet til de levendes verden. Man mente, at den døde ikke kunne få fred i graven og begyndte at hjemsøge de efterladte. En sådan genganger blev kaldt en draugr og var et frygteligt og uheldsvangert syn. Man forestillede sig, at de varslede død for flere af slægtens medlemmer. Rygterne om gengangere opstod almindeligvis i tider med hungersnød, sygdom eller andre ulykker. I sagaerne beskrives de drastiske forholdsregler, man tog sig, hvis en genganger var blevet set, for at forhindre den i at vende tilbage til de levende. Fx kunne man lade den døde dø på ny, ved at stikke en pæl gennem liget eller hugge hovedet af.
Selv om forestillinger og ritualer relateret til døden spillede en stor rolle i religionen, fandtes der næsten ingen fælles form for begravelser i hele det nordiske kulturområde. Et af de få forhold, der genfindes de fleste steder, var, at omsorg for den døde i form af korrekt begravelse var vigtig; fx var det en religiøs pligt at begrave de døde, selv sine fjender. Vikingetidens begravelsesskikke tilhørte en religiøs forståelse, hvor det at ære og hædre de afdøde forfædre for deres bedrifter havde stor betydning. Ritualernes formål var at sikre, at de døde blev ført til dødsriget på den rigtige måde, hvor de havde deres plads: der var en klar grænse mellem livet og døden, men den var samtidig gennemtrængelig, således at de levende fx kunne modtage de dødes velsignelse.
Døden kunne også bruges som element i ritualer, der ellers ikke var knyttet til dødsfald. I visse indvielsesritualer fungerede den symbolske død som markering af en irreversibel overgang til en ny og højere tilstand. I flere grave har man konstateret mangler, dvs. at hele liget ikke er blevet gravlagt. Muligheden for at sikre sig mod gengangere er der, men ellers er baggrunden i dag fuldstændig ukendt.

#### Ibn Fadlans beretning
Den arabiske diplomat Ahmad ibn Fadlan skrev i det 10. århundrede en beretning om en rejse, han havde foretaget i (det nuværende) Rusland. Han havde i den forbindelse overværet kremeringen af en hedensk nordisk høvding, der var død, mens han var på handelsrejse på Volgafloden. Denne beretning er en enestående kilde til vikingetidens begravelsespraksis i samfundets øverste lag.
Ibn Fadlan fortæller, at den døde høvding lå i en midlertidig grav, der blev dækket til, i ti dage, indtil russerne havde fremstillet nye klæder til ham. En af hans trælkvinder havde frivilligt meldt sig til at ledsage ham til dødsriget, og hun blev nu vogtet dag og nat og blev givet store mængder af en berusende drik, mens hun glad sang højlydt. Da tidspunktet for ligbålet kom, blev høvdingens skib trukket på land og anbragt oven på en platform af træ. På skibet stod en seng til ham, og en gammel kvinde, der blev kaldt Dødens engel, lagde puder på den. Hun blev beskrevet som ansvarlig for ritualerne.
Derpå blev høvdingen gravet op, og man gav ham de nye klæder på. Man gav ham berusende drikke, frugt og strengeinstrumenter og lagde ham på sengen med hans våben og offergaverne omkring sig. Da lod man to heste løbe sig svedige, inden man slog dem ned og skar dem i mindre stykker. De blev smidt op i skibet. Til slut ofredes en høne og en hane.
I mellemtiden var trælpigen gået fra telt til telt, hvor hun havde haft seksuelt samvær med mændene. Hver mand havde sagt til hende: Fortæl din herre, at jeg gjorde dette, fordi jeg elsker ham. Om eftermiddagen tog de trælpigen hen til noget, der lignede en døråbning, her blev hun tre gange løftet på mændenes håndflader. Hver gang fortalte hun, hvad hun så: den første gang så hun sin mor og far; den anden gang så hun alle sine slægtninge; og den tredje gang så hun sin herre i den anden verden. Der, sagde hun, var der grønt og smukt, der var mænd og unge drenge, og hun så sin herre vinke til hende. Vha. mere berusende drik var trælpigen bragt i en ekstatisk trance, der gjorde hende synsk, og gennem den symbolske døråbning kunne hun nu se ind i de dødes rige. Et næsten identisk ritual optræder i den islandske fortælling Völsa þáttr, der finder sted i Norge. Her løfter to hedenske mænd husfruen over en dørtærskel, så hun kan se ind i den anden verden.
Derefter blev trælpigen ført hen til skibet, hvor hendes armbånd blev fjernet og givet til den gamle kvinde. Hendes fingerringe blev givet til den gamle kvindes døtre, som havde vogtet hende. Trælpigen blev bragt om bord på skibet, men hun måtte ikke træde ind i det telt, hvor hendes herre lå. Hun fik flere beholdere med den berusende drik, og hun sang og tog afsked med sine venner.
Nu blev pigen trukket ind i teltet, og mændene begyndte at slå på deres skjolde, så ingen kunne høre hendes skrig. Seks mænd trådte ind i teltet, hvor de havde samleje med hende. Derpå lagde de hende på sengen, mens to af dem holdt hendes ben og to hendes arme. Dødens engel lagde så et reb om hendes hals, som de to sidste mænd trak i. Den gamle stak pigen mellem ribbenene med en kniv. Nu ankom den døde høvdings slægtninge med en brændende fakkel, og med den blev skibet sat i brand. Det blev sagt, at ilden lettede skibets rejse til dødsriget, men teksten omtaler ikke, hvilket dødsrige der er tale om.
Senere blev der bygget en rund høj over asken fra ligbålet, og på midten af den, blev der rejst en stav af birketræ. På den havde man skrevet navnet på den døde høvding og hans konge. Da forlod de stedet i deres skibe.

### Menneskeofring
Som det beskrives ovenfor, kunne trælle blive ofret som led i begravelsesritualer, for at de fortsat kunne tjene deres herre i den anden verden. I Ibn Fadlans beretning skulle trælpigen igennem flere seksuelle ritualer før hun blev ofret, det viser, ifølge Gro Steinsland og Preben Meulengracht Sørensen, at hun blev opfattet som en beholder, der kunne bringe livets kraft med sig til den døde høvding.
Eddadigtet Sigurðarkviða hin skamma indeholder flere vers, hvor valkyrien Brynhildr giver instruktioner om, hvor mange trælle, der skulle ofres i forbindelse med begravelsen af helten Sigurd, og hvordan kroppene skulle arrangeres på bålet:
| Því at hánum fylgja fimm ambáttir, átta þjónar, eðlum góðir, fóstrman mitt ok faðerni, þat er Buðli gaf barni sínu. |

### Kremering
Det var almindeligt at brænde liget på et ligbål sammen med gravgaverne. Sådanne bål nåede en temperatur på omkring 1.400 °C, hvilket er langt højere, end moderne krematorieovne når. Alt, hvad der blev tilbage, var nogle få forbrændte rester af metalgenstande og knogler. Et ligbål blev konstrueret på en måde, så det skabte en meget massiv røgsøjle, som kunne løfte den døde op til en anden verden. Denne symbolik beskrives i Ynglingesaga:
| Citat         | Odin gjorde de til lov i lande sitt som fyrr hadde vori lov hjaa Æsine. Soleis skulde dei brenna alle daude menn og bera paa baale med deim eigedomen deira. Han sagde de, at so stor rikdom skulde kvar koma til Valhall (33) med, som han hadde med seg paa baale. De skulde han og njota, som han sjølv hadde gravi i jorda; men oska skulde dei bera paa sjøen eller grava ned i jordi. Etter gjæve menn skulde dei gjera ein haug til minne; men etter alle dei mennane, som de hadde vori nokon manndom med, skulde dei reisa bautasteinar; og den skikken heldt seg lengi sidan. | Citat |
| Ynglinga-soga | |       |

### Gravøl og arv
En begravelse var en social begivenhed, der kunne strække sig over længere tid. En af de vigtigste højtider i denne forbindelse var gravøl. Den blev også kaldt sjaund, da den traditionelt fandt sted syv dage efter dødsfaldet. Ritualet havde form af drikkelag. Steinsland mener, at den store betydning kan spores ved, at man i fx de norske kristenretter var nødsaget til at indføre en bestemmelse om gravøl på femtedagen. Det viser ritualets vigtighed i hedensk tid (ved at ændre frem for afskaffe viste man på samme tid kontinuitet og afstand). Gravøllet var en offentlig markering af dødsfaldet, slægten samledes, der blev drukket mindeskål, både for den nyligt afdøde og andre, ligesom arveforhold blev afgjort ved denne lejlighed. Det var i denne forbindelse, at de efterladte kunne gøre krav på deres retmæssige arv. Hvis den afdøde var enke eller husfader, ville den retmæssige arving sætte sig i højsædet, for på denne måde at markere statusskiftet. Mindeskåle over afdøde indgik også som en del af andre religiøse drikkegilder, bl.a i forbindelse med blót, her viste man de døde respekt ved at ære deres minde.
På adskillige af de bevarede runesten i Skandinavien findes der inskriptioner, som beskriver arveforhold; det gælder fx Hillersjö-stenen, der fortæller, hvordan en kvinde kom til at arve ikke bare efter sine børn, men også sine børnebørn, og Högbystenen, der fortæller, at en pige var den eneste arving efter alle hendes onklers død. Disse sten fungerede som vigtige dokumenter om ejerskab i en tid, hvor den type retslige forhold endnu ikke blev nedfældet på papir. Ifølge en tolkning af Tunestenen fra Østfold foreslåes det, at den lange runeindskrift omhandler gravøllet til ære for et familieoverhoved, og at den skal legitimere hans døtre som de retmæssige arvinger. Stenen dateres usikkert til 5. århundrede og kan derfor være det ældste bevarede juridiske dokument, der omtaler kvindelig arveret.

## Religionsskiftet
Religionsskiftet i Norden medførte også en række forandringer i begravelsesskikkene. En af de vigtigste forskelle mellem kristen og hedensk begravelsesskik er mængden af gravgods, da man i kristen tradition ikke brugte gravgaver, hvilket derimod kendetegnede hele den foregående periode. Religionsskiftet betød også, at man gik helt bort fra kremering. I den middelalderlige kristendom var den kødelige opstandelse ved en fremtidig dommedag et centralt element, dvs. man forestillede sig, at det var den fysiske krop, som lå i graven, der rejste sig op på den yderste dag. En anden stor forandring, der kom med kristendommen, var, at begravelser og gravpladser blev fjernet fra slægtens gård og privatsfæren for i stedet at høre til på kirkegården, der var fælles for alle; et vigtigt punkt, da man opfattede begravelse i indviet jord som en forudsætning for genopstandelse.